# Francisco de Carvalho Guerra
Francisco José Amorim de Carvalho Guerra KCGM • GOIP • GCC • GCIH (Braga, 19 de outubro de 1932) é um professor catedrático jubilado da Faculdade de Farmácia da Universidade do Porto, e também da Universidade Católica Portuguesa, com a docência da Bioquímica.
Depois de completar o Curso Profissional de Farmácia em Lisboa, licenciou-se em Farmácia na Faculdade de Farmácia da Universidade do Porto em 1956.
Prestou provas de doutoramento, em 1964, sob o tema “Tumefação mitocondrial”.
É membro do conselho superior da Forestis – Associação Florestal de Portugal.
Foi agraciado com os graus de Grande-Oficial da Ordem da Instrução Pública (24 de agosto de 1985), Grã-Cruz da Ordem Militar de Cristo (9 de junho de 1995) e Grã-Cruz da Ordem do Infante D. Henrique (5 de setembro de 2019), todos das ordens honoríficas portuguesas.
Foi ainda agraciado com a Comenda de São Gregório Magno, pelo Papa João Paulo II, em 2003.
Recebeu também a 7 de Janeiro de 2020, pelo Papa Francisco a mais alta condecoração que a Santa Sé atribui: a comenda da Ordem Equestre de São Gregória Magno.